# Mosteiro de Nossa Senhora do Monte Carmelo (Finlândia)

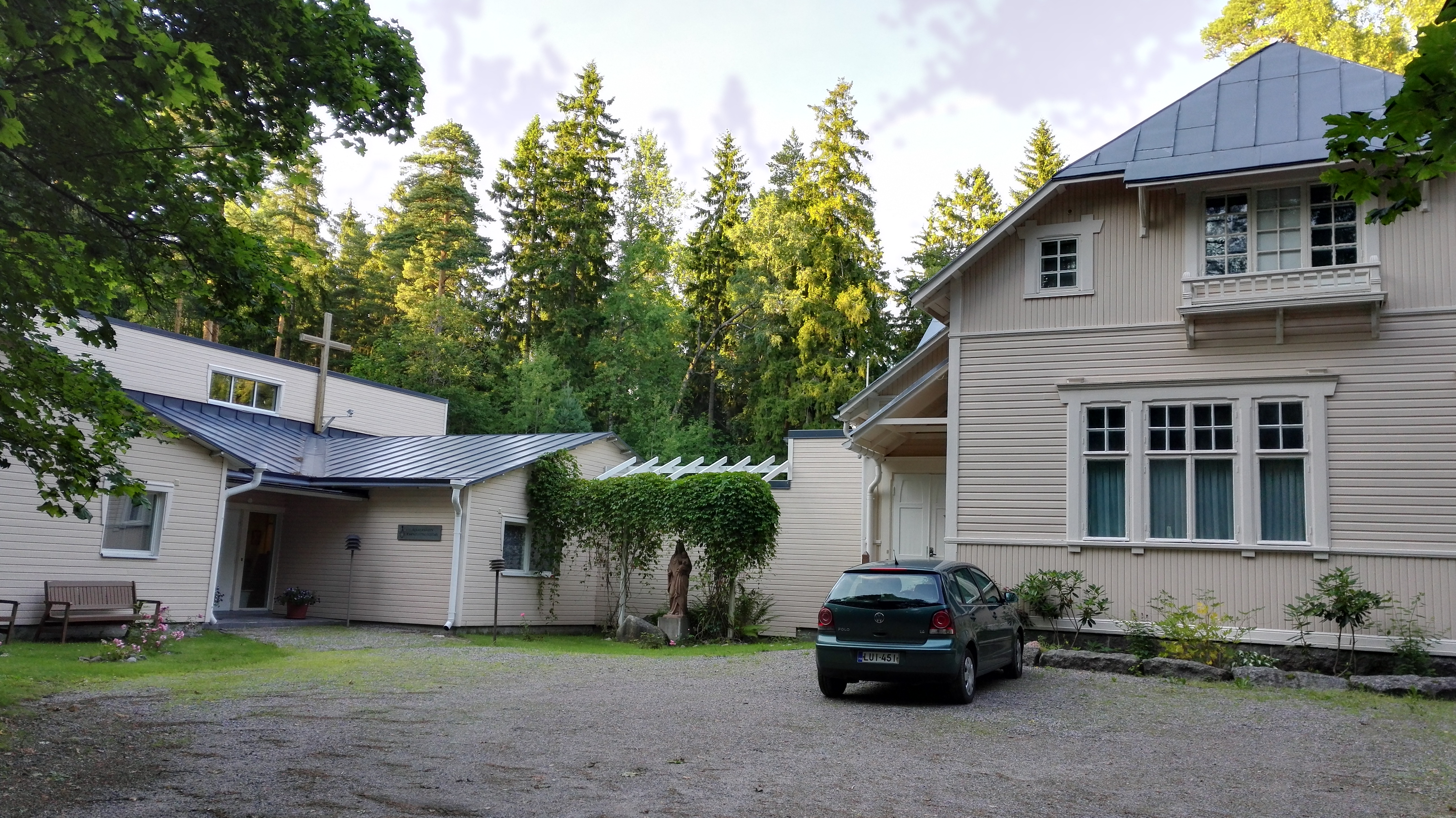
Mosteiro de Nossa Senhora do Monte Carmelo na Finlândia

O Mosteiro de Nossa Senhora do Monte Carmelo ou Mosteiro das Carmelitas (em finlandês: Jumalanäidin karmeliittaluostari) é um pequeno mosteiro católico, localizado em Espoo, Finlândia. Foi criado em 1988, e tem atualmente seis freiras.